# 茶亭站 (福州)
茶亭站（福州話：/ta˥˥ liŋ˥˧/）位于中华人民共和国福建省福州市台江区八一七中路与群众路交叉口，是福州地铁1号线的地铁车站，车站于2017年1月6日启用。

## 站名来源
《闽都记》记载该地区曾有僧人为方便从城里到台江的行人，便在路上搭盖一亭免费送茶、供人休息；后在明清该区域又开设有多家茶馆，街道日渐繁荣，故得名茶亭。

## 车站结构
茶亭站为地下二层车站，车站全长长约500米，宽21米，深16米；地下一层为站厅层；地下二层为站台层，岛式站台。
| 地面层   | 出入口                               |  | 出入口                 |
| 地下一层 | 站厅                                 |  | 票务服务、自动售票机   |
| 地下二层 | 1                                    |  | 1号线 往象峰（南门兜） |
| 地下二层 | 岛式站台，列车运行方向左侧的车门打开 |  |                        |
| 地下二层 | 2                                    |  | 1号线 往三江口（达道） |

### 站厅
茶亭站站厅位于八一七中路与群众路路口下方，地处茶亭地区地下空间开发范围。车站站厅双侧为非付费区，中央为付费区，两区之间各以墙壁隔离。站厅采用白色曲线及直线型吊顶与白色搪瓷板装修，设客服中心1处，位于车站中部；自动售票机位于站厅南北两侧，部分售票机提供榕城通交通卡储值服务；其他服务设施设有智能导乘机3处、自动售货机2处、ATM柜员机与共享雨伞租借设备，A出入口通道旁规划设有便利店，车站站厅西侧设有洗手间。

### 站台
茶亭站共设置2个分别来往于象峰、三江口的1号线站台，采用岛式站台设计。车站站台采用白色曲线型吊顶与白色搪瓷板装修，服务设施规划设有智能导乘机1处、自动售货机1处。

### 出入口与周边
茶亭站开放4个出入口，各分布于路口的四个象限，其中D出入口连接位于地下一层的茶亭街下沉广场，无障碍电梯与卫生间均位于B出入口。
| 茶亭站出入口信息            | 茶亭站出入口信息 | 茶亭站出入口信息 | 茶亭站出入口信息                     | 茶亭站出入口信息 |
| --------------------------- | ---------------- | ---------------- | ------------------------------------ | ---------------- |
|                             |                  |                  |                                      |                  |
| 出入口 地图                 |                  |                  |                                      |                  |
| 编号                        | 设施             | 位置             | 接驳交通                             | 照片             |
| 出口 · A                    |                  | 交叉路口东北侧   | 茶亭(附一医院)、祖庙、市政务服务中心 |                  |
| 出口 · B                    |                  | 交叉路口西北侧   | 茶亭(附一医院)                       |                  |
| 出口 · C                    |                  | 交叉路口西南侧   | 交通路东                             |                  |
| 出口 · D                    |                  | 交叉路口东南侧   | 祖庙、洋头口                         |                  |
| 注： 设有电梯 \| 设有卫生间 |                  |                  |                                      |                  |

### 周边
茶亭站周边主要为商业与住宅用地，车站所在位置即为茶亭商圈；福州市市民服务中心可由A口出经由广达路步行约600米到达；茶亭公园可由D口出向南步行约200米到达；福建医科大学附属第一医院与福建医科大学台江校区可由B口出向北经茶中路步行约400米到达；儿童医院可由A口出向北步行约400米到达。

## 历史
- 2008年，茶亭站主体结构随茶亭街道路及地下空间工程开工。[5]
- 2011年11月21日，茶亭站附属结构开始施工。[6]
- 2014年3月27日，茶亭站A出入口开始施工。[7]
- 2017年1月6日，茶亭站启用。[1]